# Biblia Cornilescu Revizuită
Biblia Cornilescu Revizuită este o ediție actualizată a traducerii Bibliei realizată de preotul Dumitru Cornilescu în anul 1921. Această versiune revizuită păstrează fidelitatea traducerii originale, dar aduce îmbunătățiri lingvistice și corecturi teologice menite să faciliteze înțelegerea textului pentru cititorul român contemporan.

## Istorie
Traducerea originală a Bibliei de către Dumitru Cornilescu a fost publicată pentru prima dată în 1921, fiind rapid adoptată de comunitățile evanghelice din România datorită limbajului accesibil și clar. De-a lungul timpului, versiunea Cornilescu a devenit cea mai utilizată traducere a Bibliei în rândul protestanților români.
Pe măsură ce limba română a evoluat, a apărut nevoia de o revizuire a acestei traduceri pentru a corecta arhaismele, greșelile de tipar și unele interpretări discutabile. Astfel, mai multe organizații religioase și edituri creștine au colaborat pentru a produce o versiune modernizată, numită Biblia Cornilescu Revizuită.

## Caracteristici
Biblia Cornilescu Revizuită își propune să mențină stilul clar și accesibil al traducerii originale, dar:
- Actualizează vocabularul în conformitate cu limba română modernă;
- Corectează greșelile de traducere identificate în edițiile anterioare;
- Clarifică pasajele ambigue din punct de vedere teologic sau lingvistic;
- Păstrează structura și ritmul caracteristice stilului Cornilescu;
- Este adesea însoțită de referințe marginale, note de subsol și ghiduri de studiu.

## Recepție
Biblia Cornilescu Revizuită a fost primită în mod pozitiv de majoritatea comunităților evanghelice, care au salutat efortul de actualizare fără a altera esența traducerii originale. Cu toate acestea, unii credincioși preferă în continuare ediția clasică, considerând-o mai familiară sau mai apropiată de forma consacrată a textului.